# Śpiewające
Śpiewające (Oscines) – podrząd ptaków z rzędu wróblowych (Passeriformes) obejmujący około 4900 gatunków. Mają specyficzną budowę podniebienia i krtani z wieloma mięśniami głosowymi (tzw. syrinks), umożliwiającą im wydawanie głosów godowych, tworzących zróżnicowany i wyszukany ptasi śpiew. Mają także szczególną budowę stóp. Uważa się, że ptaki śpiewające wyewoluowały około 50 mln lat temu na kontynencie Gondwany.

## Podział systematyczny
Do podrzędu zaliczane są następujące rodziny:
- Infrarząd: Menurides Sharpe, 1891
Menuridae Lesson, 1828 – lirogony
Atrichornithidae Stejneger, 1885 – gąszczaki
- Infrarząd: Climacterides
Ptilonorhynchidae G.R. Gray, 1841 – altanniki
Climacteridae de Sélys Longchamps, 1839 – korołazy
- Infrarząd: Meliphagides
Maluridae Swainson, 1831 – chwostkowate
Dasyornithidae Schodde, 1975 – kolcopiórki
Meliphagidae Vigors, 1825 – miodojady
Pardalotidae Strickland, 1842 – lamparciki
Acanthizidae Bonaparte, 1854 – buszówkowate
- Infrarząd: Orthonychides
Orthonychidae G.R. Gray, 1840 – ziemnodrozdy
Pomatostomidae Schodde, 1975 – stadniaki
- Infrarząd: Corvides Wagler, 1830
Cinclosomatidae Mathews, 1921 – pieszaki
Campephagidae Vigors, 1825 – liszkojady
Mohouidae Mathews, 1946 – maoryski
Neosittidae Ridgway, 1904 – kowaliczki
Nadrodzina: Orioloidea Vigors, 1825
Psophodidae Bonaparte, 1854 – trzaskacze
Eulacestomatidae Schodde & Christidis, 2014 – koralniczki – jedynym przedstawicielem jest Eulacestoma nigropectus De Vis, 1894 – koralniczek
Falcunculidae Chenu & des Murs, 1853 – czubce
Oreoicidae Schodde & Christidis, 2014 – górniki
Paramythiidae P.L. Sclater, 1893 – jagodniki
Vireonidae Swainson, 1837 – wireonkowate
Pachycephalidae Swainson, 1831 – fletówki
Oriolidae Vigors, 1825 – wilgowate
Nadrodzina: Malaconotoidea Swainson, 1824
Machaerirhynchidae Schodde & I.J. Mason, 1999 – szuflodziobki
Artamidae Vigors, 1825 – ostroloty
Rhagologidae Schodde & Christidis, 2014 – łuskowczyki – jedynym przedstawicielem jest Rhagologus leucostigma – łuskowczyk
Platysteiridae Sundevall, 1872 – krępaczki
Vangidae Swainson & J. Richardson, 1832 – wangowate
Pityriasidae Mayr & Amadon, 1951 – gołogłowy – jedynym przedstawicielem jest Pityriasis gymnocephala (Temminck, 1836) – gołogłów
Aegithinidae G.R. Gray, 1869 – paskowniki
Malaconotidae Swainson, 1824 – dzierzbiki
Nadrodzina: Corvoidea Leach, 1825
Lamproliidae Schodde & Christidis, 2014 – satynki
Rhipiduridae Sundevall, 1872 – wachlarzówki
Dicruridae Vigors, 1825 – dziwogony
Monarchidae Bonaparte, 1854 – monarki
Corcoracidae Mathews, 1927 – skałowrony
Ifritidae Schodde & Christidis, 2014 – modrogłówki – jedynym przedstawicielem jest Ifrita kowaldi (De Vis, 1890)  – modrogłówka
Paradisaeidae Vigors, 1825 – cudowronki
Melampittidae Schodde & Christidis, 2014 – czarniaki
Platylophidae Gaudin, Sangster & Bruce, 2021 – kruczaki
Laniidae Rafinesque, 1815 – dzierzby
Eurocephalidae McCullough, Hruska, Oliveros, Moyle & Andersen, 2023 – białoczuby
Corvidae Leach, 1820 – krukowate
- Infrarząd: Passerides Nitzsch, 1820
Parvorder: Cnemophilida
Cnemophilidae Bock, 1963 – płatkonosy
Parvorder: Melanocharitida
Melanocharitidae Coates, 1990 – jagodziaki
Parvorder: Callaeida
Callaeidae Sundevall, 1836 – koralniki
Notiomystidae Driskell, Christidis, Gill, Boles, Barker & Longmore, 2007 – miodniki – jedynym przedstawicielem jest Notiomystis cincta (Du Bus, 1839) – miodnik
Parvorder: Eupetida
Eupetidae Bonaparte, 1850 – długobiegi – jedynym przedstawicielem jest Eupetes macrocerus Temminck, 1831 – długobieg
Picathartidae P.R. Lowe, 1928 – sępowronki
Chaetopidae Fjeldså, Ericson, Johansson & Zuccon, 2015 – skałoskoczki
Parvorder: Petroicida
Petroicidae Mathews, 1919-20 – skalinkowate
Parvorder: Sylviida
Nadrodzina: Stenostiroidea Fuchs, Pasquet, Couloux, Fjeldså & Bowie, 2009
Hyliotidae Fjeldså, 2014 – aksamitniki
Stenostiridae Fuchs, Pasquet, Couloux, Fjeldså & Bowie, 2009 – owadówki
Nadrodzina: Paroidea Vigors, 1825
Remizidae Olphe-Galliard, 1891 – remizy
Paridae Vigors, 1825 – sikory
Nadrodzina: Alaudoidea Vigors, 1825
Panuridae des Murs, 1860 – wąsatki – jedynym przedstawicielem jest Panurus biarmicus (Linnaeus, 1758) – wąsatka
Alaudidae Vigors, 1825 – skowronki
Nicatoridae Cracraft, Beresford & Barker, 2014 – nikatory
Macrosphenidae Fregin, Haase, Olsson & Alström, 2012 – krótkosterki
Cisticolidae Sundevall, 1872 – chwastówkowate
Nadrodzina: Acrocephaloidea Salvin, 1882
Acrocephalidae Salvin, 1882 – trzciniaki
Locustellidae Bonaparte, 1854 – świerszczaki
Donacobiidae Aleixo & Pacheco, 2006 – mimiki – jedynym przedstawicielem jest Donacobius atricapilla (Linnaeus, 1766) – mimik
Bernieridae Cibois, David, Gregory & Pasquet, 2010 – madagaskarniczki
Pnoepygidae Gelang, Cibois, Pasquet, Olsson, Alström & Ericson, 2009 – skąpoogonki
Hirundinidae Rafinesque, 1815 – jaskółkowate
Nadrodzina: Aegithaloidea Reichenbach, 1849-50
Phylloscopidae Jerdon, 1863 – świstunki
Hyliidae Bannerman, 1923 – pokrzewczyki
Aegithalidae Reichenbach, 1849-50 – raniuszki
Cettiidae Coues, 1903 – wierzbówkowate
Nadrodzina: Sylvioidea Leach, 1820
Pycnonotidae G.R. Gray, 1840 – bilbile
Sylviidae Leach, 1820 – pokrzewki
Paradoxornithidae Horsfield & F. Moore, 1854 – ogoniatki
Zosteropidae Bonaparte, 1853 – szlarniki
Timaliidae Vigors & Horsfield, 1827 – tymaliowate
Pellorneidae Delacour, 1946 – dżunglaki
Alcippeidae Cai, Cibois, Alström, Moyle, Kennedy, Shao, Zhang, Irestedt, Ericson, Gelang, Qu, Lei & Fjeldså, 2019 – sikorniki
Leiothrichidae Swainson, 1831 – pekińczyki
Parvorder: Muscicapida
Nadrodzina: Bombycilloidea Swainson, 1831
Dulidae P.L. Sclater, 1862 – palmowce – jedynym przedstawicielem jest Dulus dominicus (Linnaeus, 1766) – palmowiec
Bombycillidae Swainson, 1831 – jemiołuszki
Ptiliogonatidae S.F. Baird, 1858 – jedwabniczki
Hylocitreidae Fjeldså, Ericson, Johansson & Zuccon, 2015 – jagodówki – jedynym przedstawicielem jest Hylocitrea bonensis (A.B. Meyer & Wiglesworth, 1894) – jagodówka
Hypocoliidae Delacour & Amadon, 1949 – persówki – jedynym przedstawicielem jest Hypocolius ampelinus Bonaparte, 1850 – persówka
†Mohoidae Fleischer, James & Olson, 2008 – reliktowce
Nadrodzina: Reguloidea Vigors, 1825
Regulidae Vigors, 1825 – mysikróliki
Nadrodzina: Certhioidea Leach, 1820
Tichodromidae Swainson, 1827 – pomurniki – jedynym przedstawicielem jest Tichodroma muraria (Linnaeus, 1766) – pomurnik
Sittidae Lesson, 1828 – kowaliki
Salpornithidae Mayr & Amadon, 1951 – pełźce
Certhiidae Leach, 1820 – pełzacze
Polioptilidae S.F. Baird, 1858 – siwuszki
Troglodytidae Swainson, 1831 – strzyżyki
Nadrodzina: Muscicapoidea J. Fleming, 1822
Elachuridae Alström, Hooper, Liu, Olsson, Mohan, Gelang, Manh, Zhao, Lei & Price, 2014 – perłopiórki – jedynym przedstawicielem jest Elachura formosa (Walden, 1874) – perłopiórka
Buphagidae Lesson, 1828 – bąkojady
Mimidae Bonaparte, 1853 – przedrzeźniacze
Sturnidae Rafinesque, 1815 – szpakowate
Cinclidae Sundevall, 1836 – pluszcze
Muscicapidae J. Fleming, 1822 – muchołówkowate
Turdidae Rafinesque, 1815 – drozdowate
Parvorder: Passerida Nitzsch, 1820
Promeropidae Vigors, 1825 – dudkowce
Modulatricidaev Fjeldså, Ericson, Johansson & Zuccon, 2015 – górodrozdy
Dicaeidae Bonaparte, 1853 – kwiatówki
Nectariniidae Vigors, 1825 – nektarniki
Irenidae Jerdon, 1863 – turkuśniki
Chloropseidae Wetmore, 1960 – zieleniki
Peucedramidae Wolters, 1980 – złotogłówki – jedynym przedstawicielem jest Peucedramus taeniatus (Du Bus, 1847) – złotogłówka
Urocynchramidae Domaniewski, 1918 – tybetańczyki – jedynym przedstawicielem jest Urocynchramus pylzowi Przevalski, 1876 – tybetańczyk
Nadrodzina: Ploceoidea Sundevall, 1836
Ploceidae Sundevall, 1836 – wikłaczowate
Estrildidae Bonaparte, 1850 – astryldowate
Viduidae Cabanis, 1847 – wdówki
Prunellidae Richmond, 1908 – płochacze
Passeridae Rafinesque, 1815 – wróble
Motacillidae Horsfield, 1821 – pliszkowate
Fringillidae Leach, 1819 – łuszczakowate
Nadrodzina: Ploceoidea Vigors, 1825
Rhodinocichlidae Ridgway, 1902 – tanagrzce – jedynym przedstawicielem jest Rhodinocichla rosea (Lesson, 1832) – tanagrzec
Calcariidae Ridgway, 1901 – poświerki
Emberizidae Vigors, 1825 – trznadle
Passerellidae Cabanis & F. Heine Sr., 1850–1851 – pasówki
Parulidae Wetmore, Friedmann, Lincoln, A.H. Miller, J.L. Peters, van Rossem, Van Tyne & J.T. Zimmer, 1947 – lasówki
Icteriidae S.F. Baird, 1858 – słowikówki – jedynym przedstawicielem jest Icteria virens (Linnaeus, 1758) – słowikówka
Icteridae Vigors, 1825 – kacykowate
Calyptophilidae Ridgway, 1907 – hispaniole
Zeledoniidae Ridgway, 1907 – zeledonki
Teretistridae S.F. Baird, 1855 – platynki
Nesospingidae Barker, Burns, Klicka, Lanyon & Lovette, 2013 – trelniki – jedynym przedstawicielem jest Nesospingus speculiferus (Lawrence, 1875) – trelnik
Spindalidae Barker, Burns, Klicka, Lanyon & Lovette, 2013 – antyle
Phaenicophilidae P.L. Sclater, 1886 – hispaniolczyki
Cardinalidae Ridgway, 1901 – kardynały
Mitrospingidae Barker, Burns, Klicka, Lanyon & Lovette, 2013 – tanagrzyki
Thraupidae Cabanis, 1847 – tanagrowate

oraz wymarłe:
- † Palaeoscinidae – jedynym przedstawicielem jest Palaeoscinis turdirostris
- † Paleospizidae